# 歌川重房
歌川 重房（うたがわ しげふさ、生没年不詳）とは、江戸時代から明治時代にかけての浮世絵師。

## 来歴
『浮世絵師伝』によれば初代歌川広重の門人、本姓は吉野で俗称勝之助。歌川の画姓を称す。作として「改正単語図」が知られ、作画期は安政から明治初期の頃とされる。